# Armin Zöggeler
Armin Zöggeler (Meran, 4 januari 1974) is een Italiaans rodelaar die tweemaal olympisch kampioen werd. Hij begon met rodelen in zijn jeugd en won als veertienjarige de wereldbeker voor junioren. Zöggeler debuteerde op zijn negentiende in het Italiaanse nationale team.
Zöggeler nam zesmaal deel aan de Olympische Spelen. Hij stond elke keer na afloop van de individuele wedstrijd op het erepodium. In 1994 won hij brons, in 1998 zilver en op de Spelen van 2002 en 2006 veroverde hij de gouden medaille. Bij zijn vijfde deelname in 2010 won hij weer brons. Slechts twee olympiërs stonden voor hem vijfmaal op het erepodium op een en hetzelfde individueel onderdeel. De eveneens rodelaar Georg Hackl was de eerste (2002) en de schaatsster Claudia Pechstein op de 5000 meter de tweede (2006). Bij zijn zesde deelname in 2014 won hij ook de bronzen medaille. Zöggeler is hiermee de eerste olympiër die zesmaal op het erepodium in hetzelfde onderdeel stond.
Hij behaalde tien medailles bij de Wereldkampioenschappen rodelen (6-3-1) en acht bij de Europese kampioenschappen (3-2-3). Tevens won hij tien keer de wereldbeker rodelen, met de tiende eindzege in het seizoen 2010/11 evenaarde hij het record van de Oostenrijker Markus Prock.

## Belangrijke resultaten
Individueel
| Kampioenschap          | 93/94 | 94/95 | 95/96 | 96/97 | 97/98  | 98/99 | 99/00  | 00/01 | 01/02 | 02/03 | 03/04 | 04/05 | 05/06  | 06/07  | 07/08 | 08/09  | 09/10 | 10/11 | 11/12  | 12/13 | 13/14 |
| ---------------------- | ----- | ----- | ----- | ----- | ------ | ----- | ------ | ----- | ----- | ----- | ----- | ----- | ------ | ------ | ----- | ------ | ----- | ----- | ------ | ----- | ----- |
| Olympische Spelen      | Brons |       |       |       | Zilver |       |        |       | Goud  |       |       |       | Goud   |        |       |        | Brons |       |        |       | Brons |
| Wereldkampioenschap    |       | Goud  |       |       |        | Goud  | Zilver | Goud  |       | Goud  | 4e    | Goud  |        | Zilver | 5e    | Zilver |       | Goud  | Brons  |       |       |
| Europees Kampioenschap | Brons |       |       |       |        |       | Brons  |       | Brons |       | Goud  |       | Zilver |        | Goud  |        |       |       | Zilver | 10e   | Goud  |
| Wereldbeker klassement |       | 2e    | 2e    |       | 1e     | 7e    | 1e     | 1e    | 2e    | 3e    | 1e    | 5e    | 1e     | 1e     | 1e    | 1e     | 1e    | 1e    | 4e     | 4e    | 2e    |

1964: Thomas Köhler ·
1968: Manfred Schmid ·
1972: Wolfgang Scheidel ·
1976: Dettlef Günther ·
1980: Bernhard Glass ·
1984: Paul Hildgartner ·
1988: Jens Müller ·
1992: Georg Hackl ·
1994: Georg Hackl ·
1998: Georg Hackl ·
2002: Armin Zöggeler ·
2006: Armin Zöggeler ·
2010: Felix Loch ·
2014: Felix Loch ·
2018: David Gleirscher ·
2022: Johannes Ludwig
- Gemeinsame Normdatei: 1116371510
- Istituto Centrale per il Catalogo Unico: LO1V434588
- Virtual International Authority File: 2354147727639864710004
- WorldCat: E39PBJk8WyqHr3ccvmXHTmCWjC